# Víctor Bolívar
Víctor Andrey Bolívar Ordóñez (né le 30 septembre 1983 à Guanacaste au Costa Rica) est un footballeur international costaricien, qui joue au poste de gardien de but.

## Biographie

### Carrière en sélection
Avec l'équipe du Costa Rica, il joue un match (pour aucun but inscrit) en 2010. Il figure notamment dans le groupe des sélectionnés lors de la Copa América de 2004.
Il participe également aux JO de 2004.